# Hygroamblystegium filum
Hygroamblystegium filum är en bladmossart som beskrevs av Hermann Johann O. Reimers 1926. Hygroamblystegium filum ingår i släktet Hygroamblystegium och familjen Amblystegiaceae. Inga underarter finns listade i Catalogue of Life.